# フォークランド (スコットランド)
フォークランド（Falkland、スコットランド・ゲール語: Fàclann）は、スコットランドファイフのローモンド・ヒルズの麓に位置する村、小教区。かつては、勅許自治都市であった。

## 語源
フォークランドの名称は、フォークランド宮殿の貴族が一般的にたしなんでいた鷹狩から、英語の「Falcon Land」に由来すると信じられていた。実際には「洗う」・「こすり洗いする」という意味のFalclannに由来している。
中世には、フォークランドの語はフォークランド城に限定され、勅許自治都市と小教区は「陽気な教会」を意味するKilgourと呼ばれていた。

## 歴史
12世紀以前の時点で既に入植者が存在していたと考えられている。村として成立した決定的な要因としては、1160年のフォークランド城の築城があげられる。1160年、マルカム4世により王族の狩猟地であったフォークランドが、ファイフ伯爵ダンカン1世に下賜され、既存の狩猟小屋を除去し、築城が行われた。城の敷地は、後にフォークランド宮殿の一部となった。
1458年に勅許自治都市の地位を得たが、フォークランド城（改築後フォークランド宮殿）に依存した中世的な居住地であったため、一般的な勅許自治都市のようには機能しなかった。
17世紀には、有名なカヴェナンターリチャード・キャメロンがフォークランドで生まれており、その生家は21世紀に入ってもメインストリートに現存している。アメリカ合衆国のシンガーソングライタージョニー・キャッシュの祖先は、フォークランド出身である。
19世紀、領地としてフォークランドを相続した第3代ビュート侯爵ジョン・パトリック・クライトン＝ステュアートによって、宮殿を含むフォークランドのかなりの部分が再建された。再建事業においては、建築家としてジョン・キンロスとロバート・ウィアー・シュルツが起用された。

## 観光
フランスの影響を受けたルネサンス建築であり、1500年のジェームズ4世による建設から受け継がれてきたフォークランド宮殿が最も著名である。ホリールード宮殿が火災により東側を失った1654年以降、王族が訪れることはなく、19世紀に再建されるまでは放置されていた。今日ではナショナル・トラスト・フォー・スコットランドを通じて、一般開放されている。

## 文化
古い馬市場、クリケットクラブ、ゴルフクラブを有する。ブリテン・イン・ブルームでは、2009年と2010年のチャンピオンとなり、2007年には花のまちコンクールに出場、村の部門で金賞を獲得している
2013年にはSFテレビドラマアウトランダーの撮影に用いられ、第二次世界大戦当時の光景が再現された。